# Musée de la Résistance en Bretagne
Pour les articles homonymes, voir Musée de la Résistance et de la Déportation.
Le musée de la Résistance en Bretagne, jusqu'en 2021 le musée de la résistance bretonne, est un musée situé sur le territoire de la commune de Saint-Marcel dans le Morbihan. Il est consacré à l'histoire de la résistance en Bretagne pendant la Seconde Guerre mondiale et notamment du plus grand maquis breton, le maquis de Saint-Marcel.

## Caractéristiques
Ce musée retrace l'histoire de la résistance en Bretagne pendant l'Occupation. Il a été créé sur le lieu même du maquis de Saint-Marcel, un des principaux maquis bretons pendant la Seconde Guerre mondiale.
Depuis 1994, il abrite également l'exposition nationale sur l'histoire des parachutistes de la France libre.
Fermé en 2019, le Musée de la Résistance en Bretagne rouvre ses portes le 18 septembre 2021, après 2 ans de travaux de rénovation architecturale et scénographique.

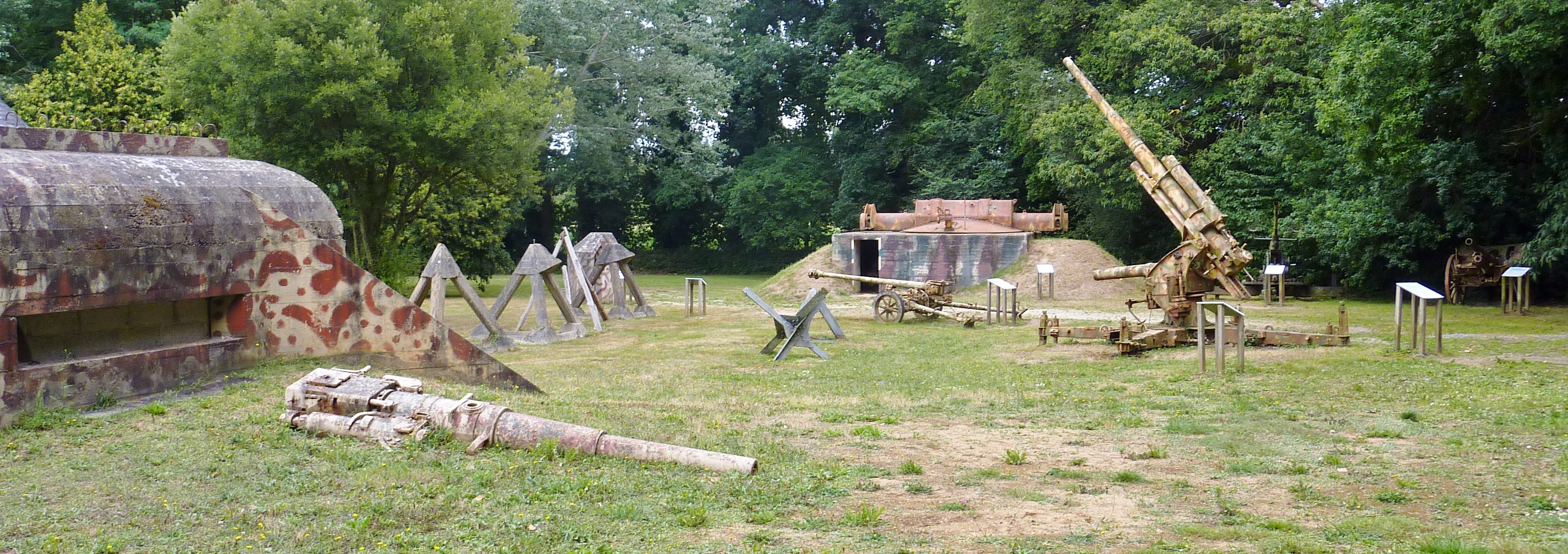
Différents objets militaires de la Seconde Guerre mondiale présentés à l'extérieur du Musée de la Résistance en Bretagne.

Implanté sur les lieux mêmes des combats de Saint-Marcel qui ont marqué l'histoire de la Résistance en Bretagne, ce musée d'un nouveau genre à la scénographie entièrement renouvelée présente plus de 1 000 objets parmi les 12 000 conservés avec soin, témoins de la vie quotidienne d'hommes et de femmes sous l’occupation et de l'engagement des Bretons dans l'"Armée des Ombres".

## Description
L'entrée du musée présente un véhicule de l'époque, une « voiture de l'exode » ; puis, à travers une douzaine de salles, dans un ordre en partie chronologique, sont présentés uniformes, symboles, drapeaux, objets divers, armes, maquettes, illustrés par des documents multimédias et cinématographiques ; des salles sont consacrées aux véhicules allemands et américains, aux services spéciaux anglais, etc.

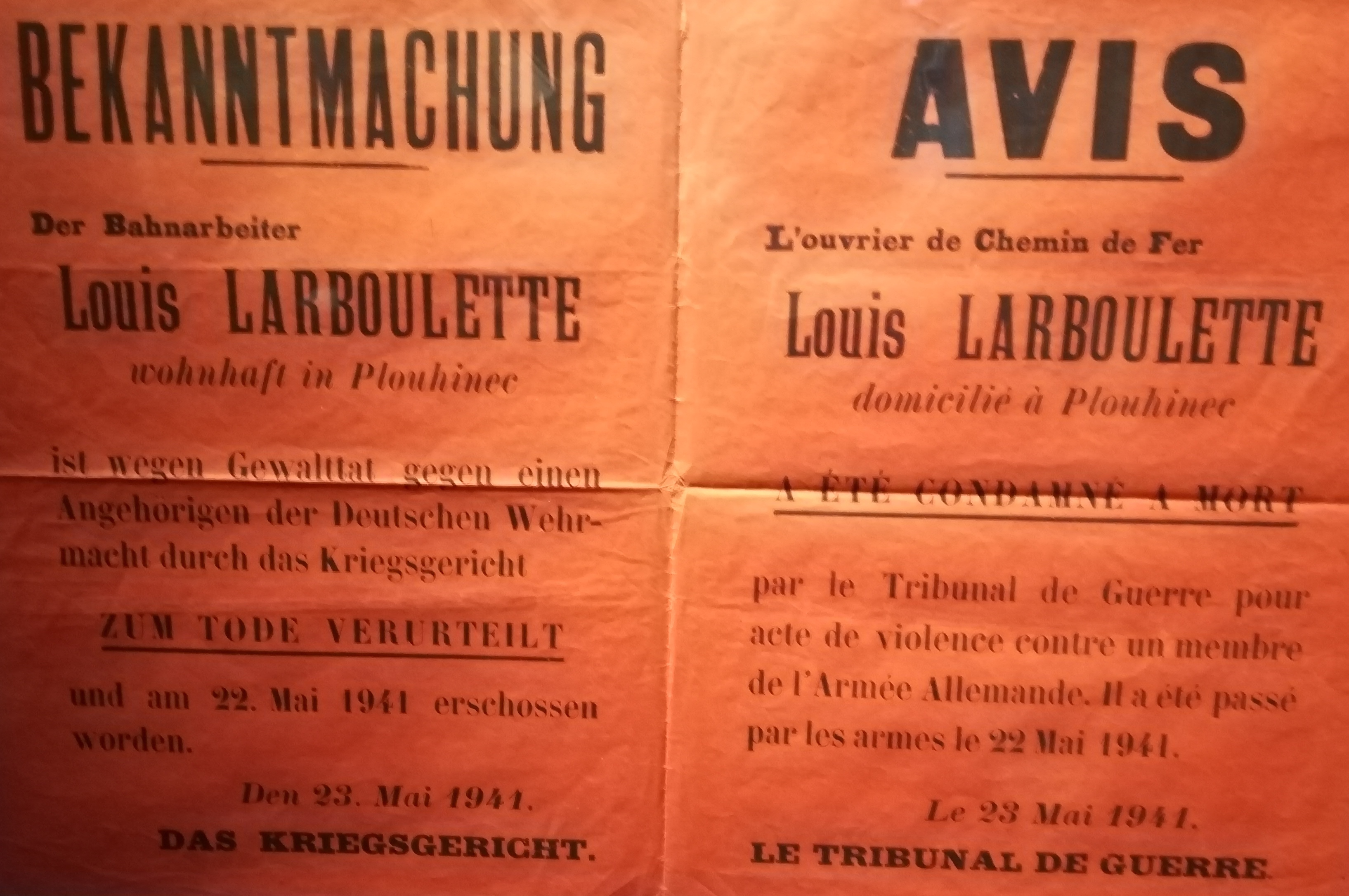
Affiche bilingue allemand et français de l'exécution de Louis Larboulette le 22 mai 1941 à Vannes (Musée de la Résistance en Bretagne de Saint-Marcel).
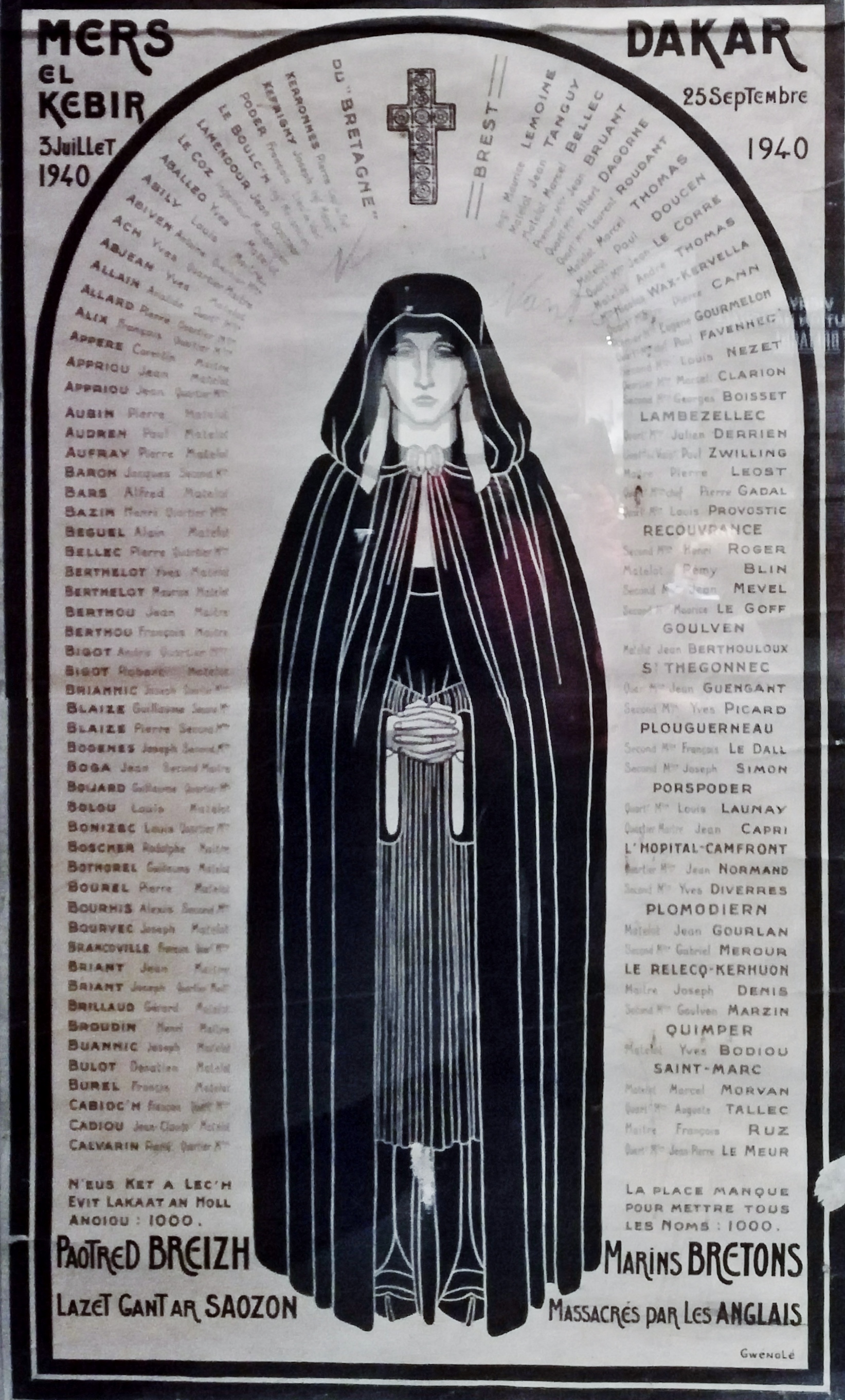
Affiche de propagande allemande utilisant les morts de marins bretons consécutives aux attaques anglaises de Mers el-Kébir [3 juillet 1940] et Dakar [23 septembre 1940] (Musée de la Résistance en Bretagne).
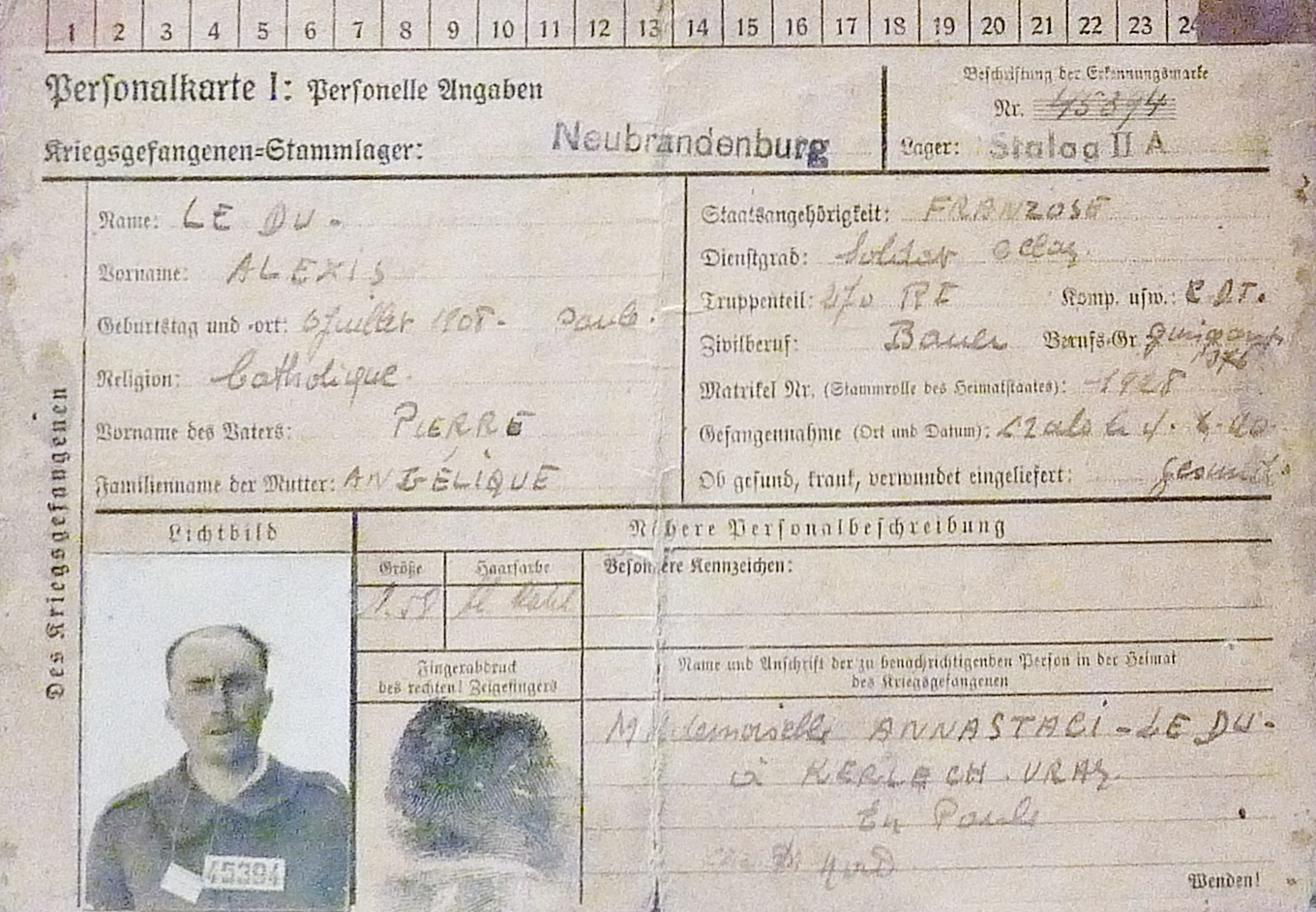
Carte d'identité en langue allemande d'un prisonnier de guerre français en Allemagne au stalag II-A (Musée de la Résistance en Bretagne).
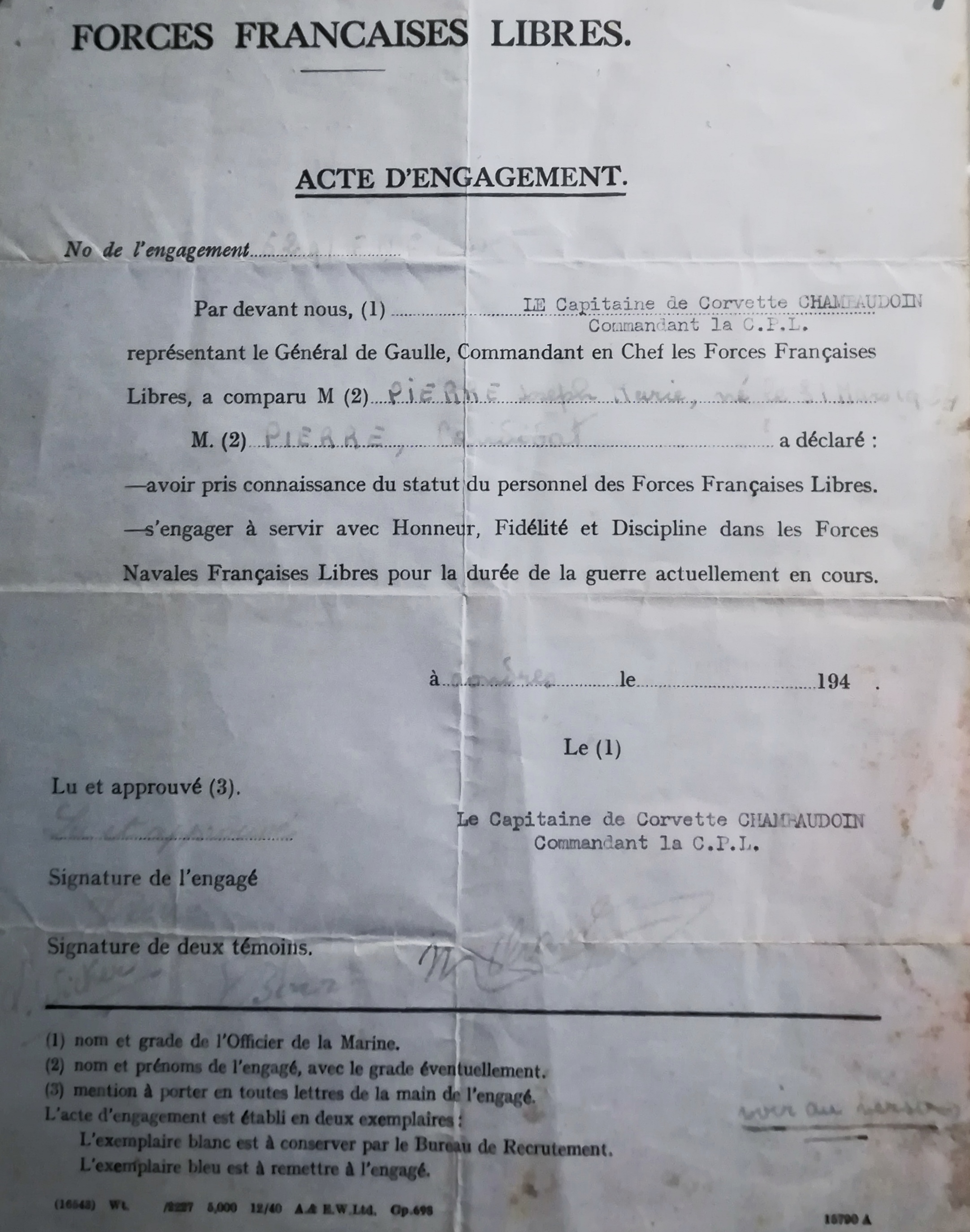
Acte d'engagement dans les Forces françaises libres (Musée de la Résistance en Bretagne).
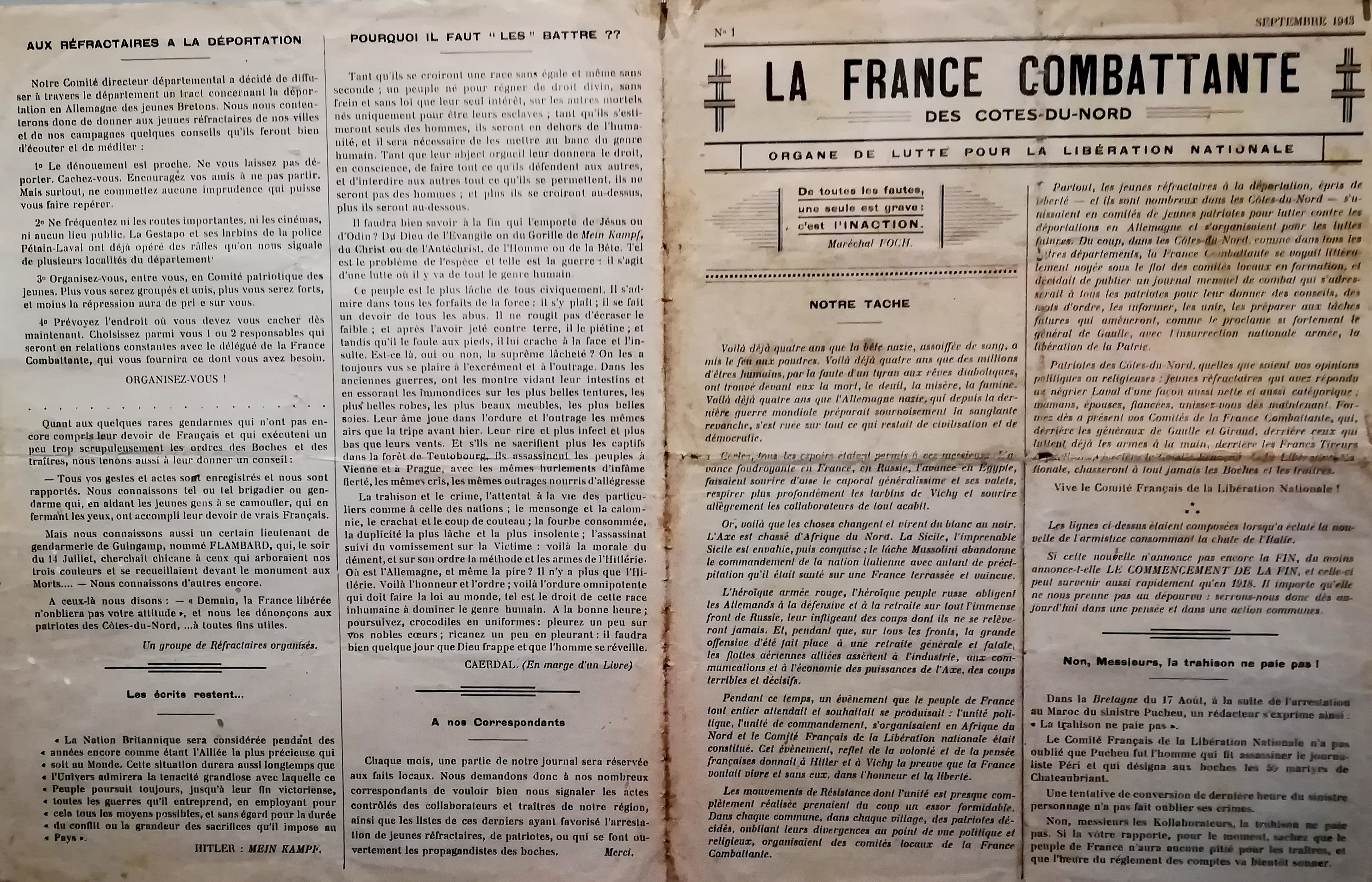
Journal résistant clandestin La France combattante des Côtes-du-Nord datant de septembre 1943 (Musée de la Résistance en Bretagne).
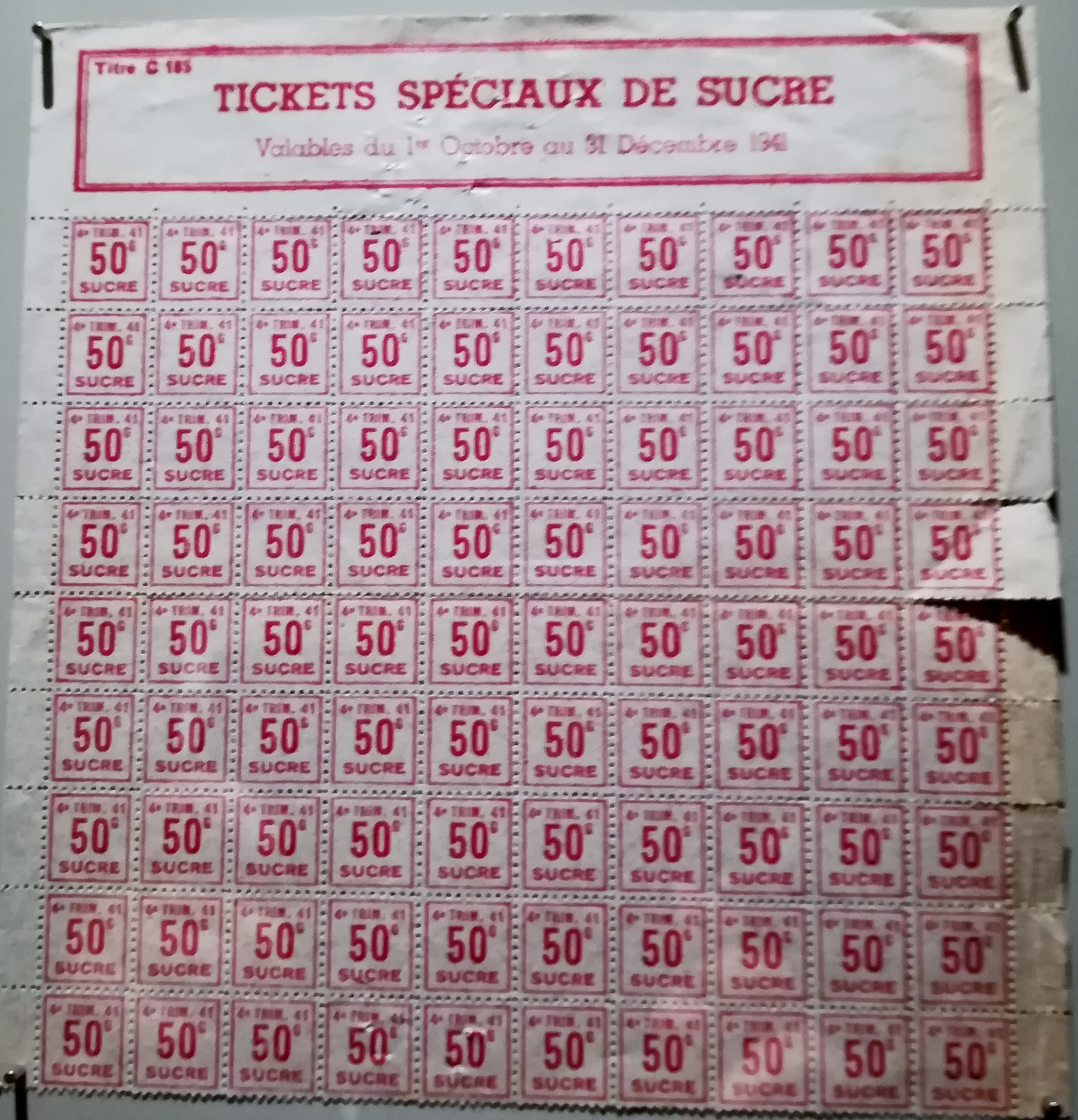
Tickets de rationnement de sucre pour le 4e trimestre 1941 (Musée de la Résistance en Bretagne).
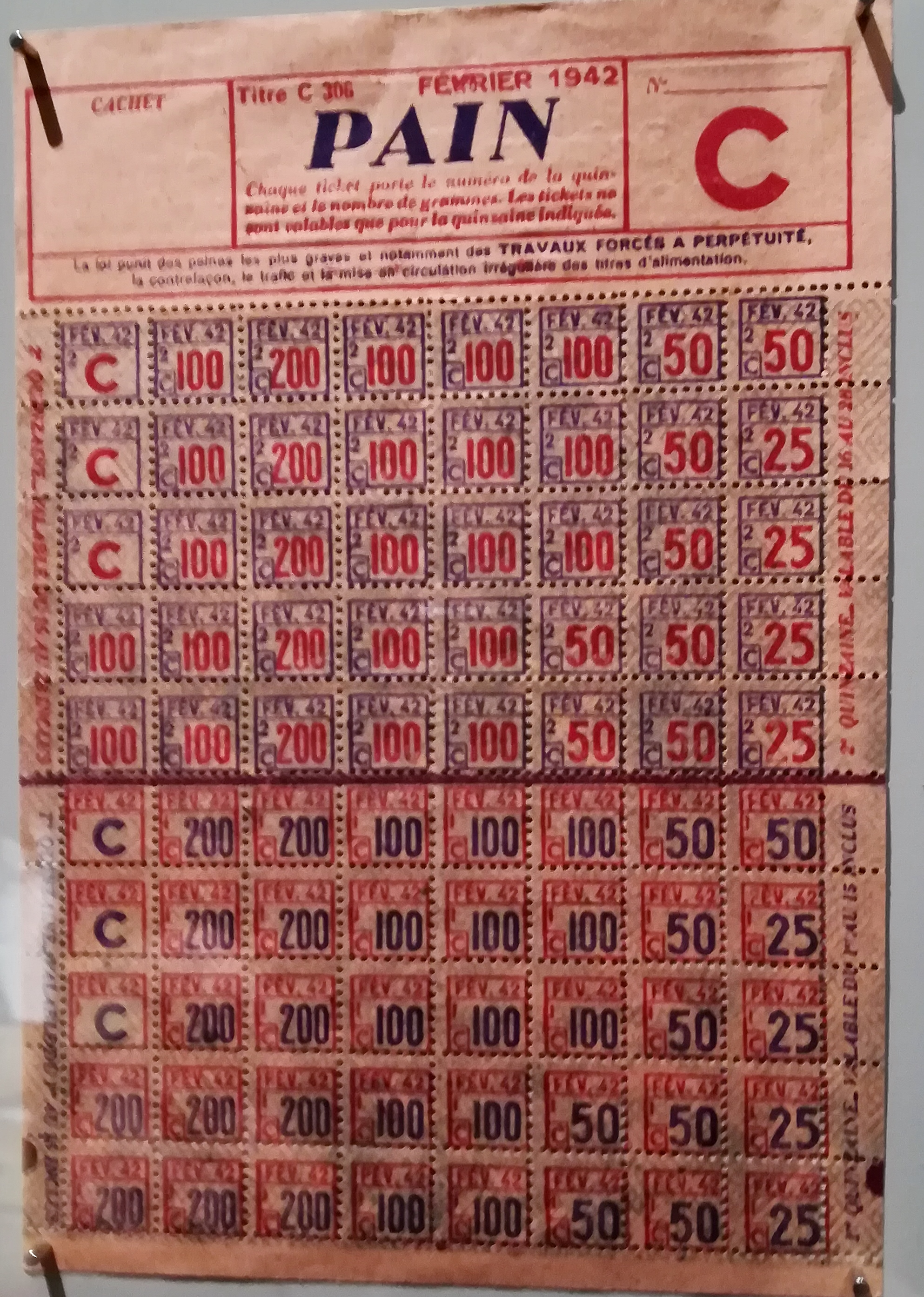
Tickets de rationnement de pain datant de février 1942 (Musée de la Résistance en Bretagne).
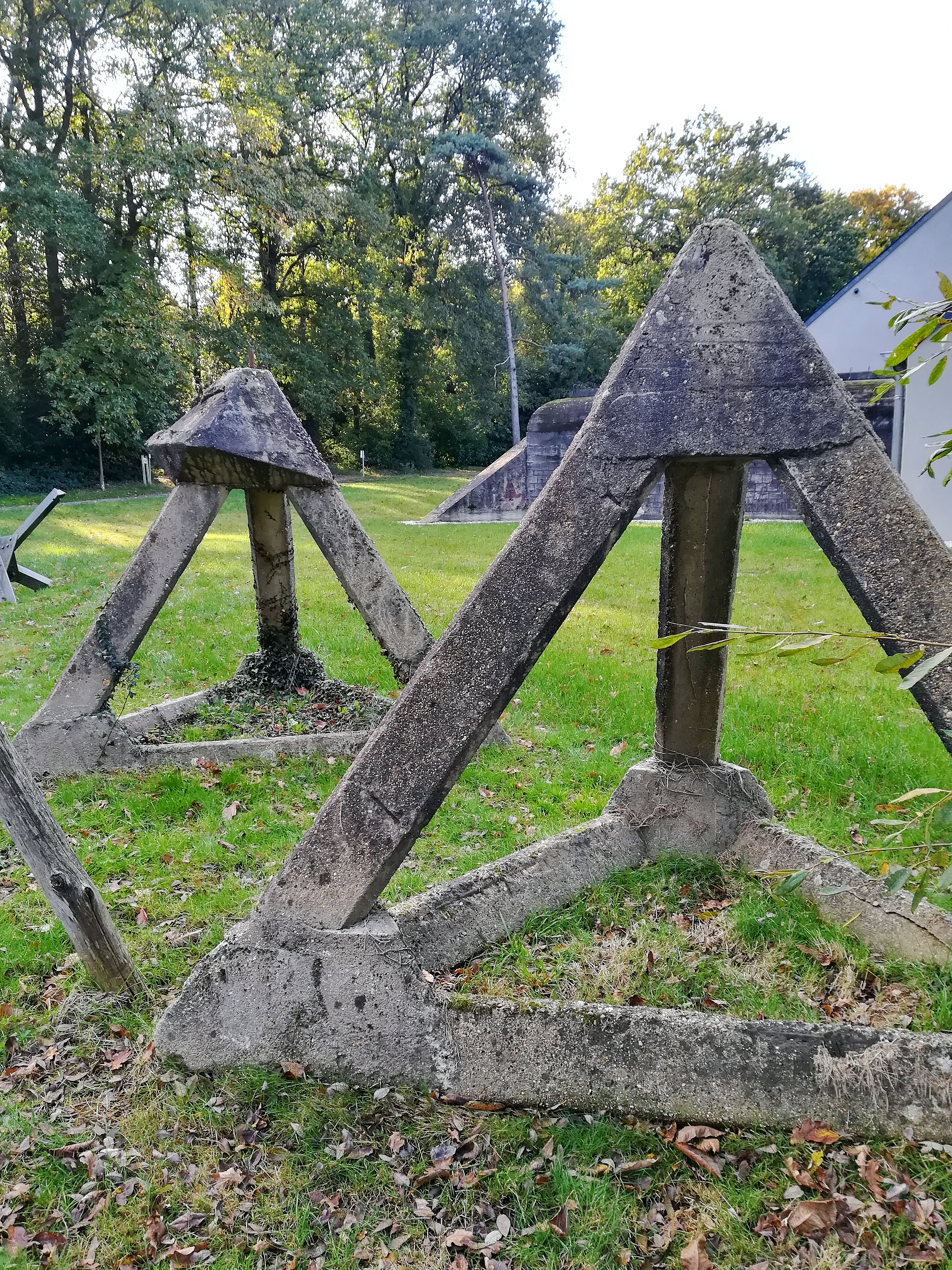
Tétraèdres en béton : obstacles déposés sur les plages par l'armée allemande pour gêner le débarquement éventuel de péniches de débarquement et chars alliés en cas de tentative de débarquement (Musée de la Résistance en Bretagne).
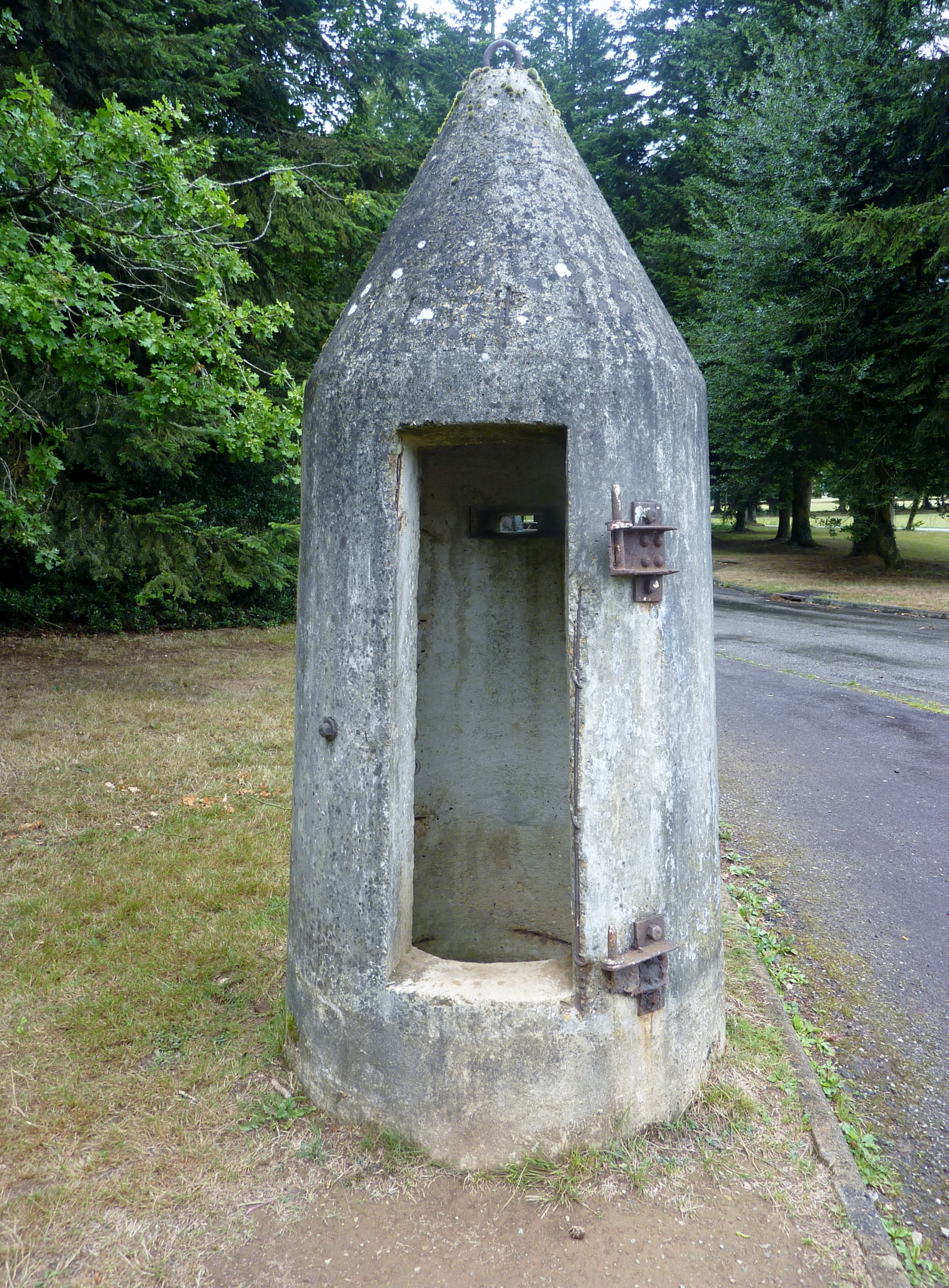
Guérite en béton dite de défense passive.

## Fréquentation
Pour des raisons techniques, il est temporairement impossible d'afficher le graphique qui aurait dû être présenté ici.

| Année | Entrées gratuites | Entrées payantes | Total  |
| ----- | ----------------- | ---------------- | ------ |
| 2001  | 6 671             | 35 924           | 42 595 |
| 2002  | 5 984             | 39 399           | 45 383 |
| 2003  | 4 512             | 28 622           | 33 134 |
| 2004  | 7 660             | 32 124           | 39 784 |
| 2005  | 3 558             | 26 604           | 30 162 |
| 2006  | 3 204             | 26 480           | 29 684 |
| 2007  | 3 115             | 26 347           | 29 462 |
| 2008  | 2 699             | 23 572           | 26 271 |
| 2009  | 3 911             | 22 378           | 26 289 |
| 2010  | 3 620             | 21 173           | 24 793 |
| 2011  | 2 640             | 18 938           | 21 578 |
| 2012  | 3 314             | 17 592           | 20 906 |
| 2013  | 2 211             | 15 920           | 18 131 |
| 2014  | 2 155             | 14 795           | 16 950 |
| 2015  | 1 304             | 12 373           | 13 677 |
| 2016  | 1 662             | 11 984           | 13 646 |
| 2017  | 2 180             | 12 631           | 14 811 |